# Rhus ciliolata
Rhus ciliolata är en sumakväxtart som beskrevs av Porphir Kiril Nicolai Stepanowitsch Turczaninow. Rhus ciliolata ingår i släktet sumaker, och familjen sumakväxter. Inga underarter finns listade i Catalogue of Life.